# Ferrari Pinin
Der Ferrari Pinin ist ein von Pininfarina entwickelter Prototyp für eine viertürige Limousine des italienischen Automobilherstellers Ferrari. Der Pinin wurde 1980 als Einzelstück aufgebaut. Die Initiative für dieses Projekt ging auf Sergio Pininfarina zurück, der seit langem davon geträumt hatte, einen italienischen Konkurrenten für Oberklasse-Limousinen wie den Jaguar XJ, den (von Giugiaro gestalteten) Maserati Quattroporte oder den Mercedes 450 SEL 6.9 zu entwerfen.

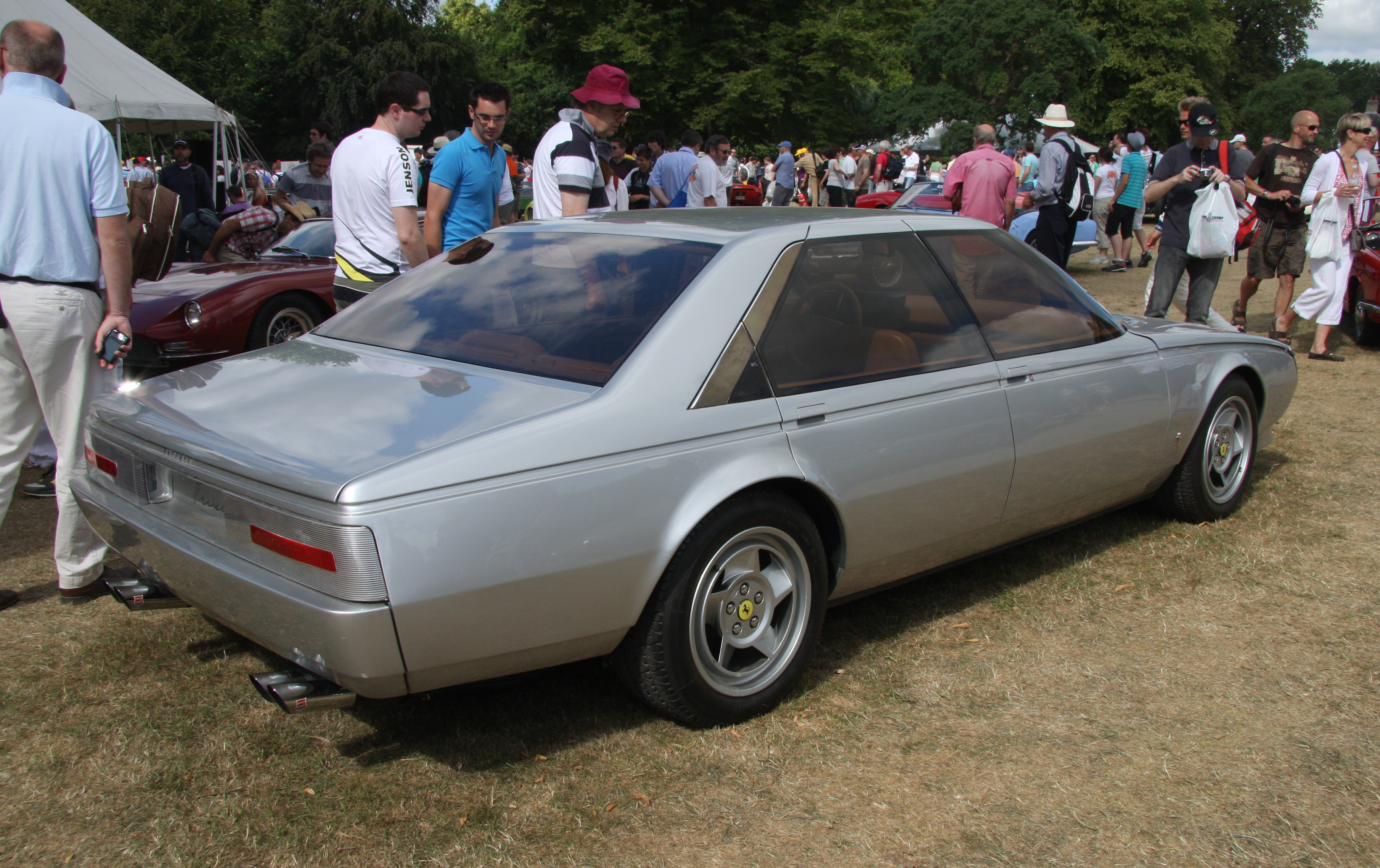
Der Ferrari Pinin hatte als eines der ersten Fahrzeuge farblose Rückleuchten.

## Der Entwurf
Das Design des Pinin wurde von Pininfarinas Designer Leonardo Fioravanti entworfen; Detailarbeiten erledigte Diego Ottina. Fioravanti war bereits an der Gestaltung des Fiat 130 Coupé und des Ferrari 365 GT4 2+2 beteiligt gewesen. Seine Ferrari-Limousine stand in der Tradition dieser Entwürfe. Sie zeigte eine glattflächige Linie mit hoch aufbauender Fahrgastzelle. Die Seitenfenster wurden über den Fahrzeugsäulen geführt. Daraus resultierte ein Eindruck großzügiger Verglasung. Eine doppelte Akzentlinie verlief in geringem Abstand zur Gürtellinie von der Wagenfront bis zum Heck. Die versenkten Türgriffe und die Türschlösser waren in die Sicke integriert. Pininfarina griff dieses Stilelement später bei seinen Entwürfen für den Alfa Romeo 164 und den Peugeot 605 in intensivierter Form wieder auf. Die Frontscheinwerfer befanden sich hinter einer Glasabdeckung; darunter waren breite Blinker und ebenfalls verglaste Nebelscheinwerfer angeordnet. Der große, im Ferrari-Stil vergitterte Kühlergrill durchbrach die vordere Stoßstange und reichte bis zum Frontspoiler herab. Diese Frontgestaltung übernahm Opel für die zweite Serie des Senator. Die Rückleuchten, die von Carello hergestellt wurden, waren weitgehend weiß verglast. Erst bei Aktivierung leuchteten einzelne Teile farbig. Dieses Element fand sich ein halbes Jahrzehnt später bei dem ebenfalls von Pininfarina gestalteten Cadillac Allanté wieder. 
Der Pinin folgte dem klassischen Antriebskonzept mit Frontmotor und Hinterradantrieb. Als Antriebseinheit war der 5 Liter große V12-Flachmotor aus dem 512 BB vorgesehen, dessen geringe Bauhöhe eine niedrige Frontpartie ermöglichte. Das Getriebe sollte sich, der Transaxle-Bauweise folgend, an der Hinterachse befinden. 
Der Innenraum war großflächig mit Leder ausgestattet. Anstelle eines Armaturenbretts trug der Pinin einen flachen Bildschirm, auf dem die wesentlichen Informationen digital angezeigt wurden. Das System sollte von Ferrari in Zusammenarbeit mit Borletti entwickelt werden. Fioravanti griff hier das Konzept des Aston Martin Lagonda auf. Links und rechts des Bildschirms fanden sich Bedienungssatelliten mit Druckschaltern.

## Der Prototyp
Pininfarina stellte einen nicht fahrbereiten Prototyp des Pinin her. Der silber lackierte Wagen hatte ein hellbraunes Lederinterieur und nutzte ein manuelles Fünfganggetriebe von Ferrari. 
Das Auto wurde auf dem Turiner Autosalon 1980 der Öffentlichkeit vorgestellt und erregte einiges Aufsehen. Im Anschluss an die Ausstellung wurde der Wagen in die USA verbracht, wo er bei diversen Gelegenheiten ausgestellt wurde, um das Kundeninteresse weiter zu untersuchen.
2008 erwarb ein privater Käufer den Prototyp des Pinin. Er beauftragte den ehemaligen Ferrari-Ingenieur Mauro Forghieri damit, das Auto fahrbereit zu machen. Forghieris Konstruktionsbüro Oral Engineering konstruierte den Antriebsstrang, die Elektrik und Zubehör wie etwa den Tank. Als Antrieb wurde der Zwölfzylinder-Flachmotor verwendet, den Pininfarina anfänglich vorgesehen hatte. Im März 2011 bewegte sich der Pinin erstmals aus eigener Kraft.

## Entscheidung gegen eine Serienproduktion
Anfang 1981 entschied sich Enzo Ferrari gegen eine Serienproduktion des Pinin. Wesentlicher Grund hierfür waren nach Ansicht Leonardo Fioravantis Zweifel daran, ein solches Auto mit der erforderlichen Qualität herzustellen: „Wenn Ferrari einen Zweitürer produzierte, dann war Sportlichkeit das wesentliche Kriterium, und im Hinblick darauf konnte man den einen oder anderen Qualitätsmangel verzeihen. Aber das Qualitätsniveau für Viertürer ist ein anderes als das für Zweitürer. Mit dem Pinin würden wir gegen BMW, Mercedes und Rolls-Royce antreten!“ Qualitätsmängel hätten schnell den Ruf des Pinin zerstören können. Letztlich wollte Ferrari dieses Risiko nicht eingehen. Der Pinin blieb ein Einzelstück.